# Нтиро, Сэм
Сэм Джозеф Нти́ро (Sam Joseph Ntiro; 20 апреля 1923 — 1 января 1993) — танзанийский живописец, мастер монументального искусства, дипломат. Первый восточноафриканский посол при Сент-Джеймсском дворе в Лондоне (верховный комиссар тогдашней Республики Танганьика в Соединенном Королевстве с 1961 по 1964 год и посол в Ирландии по совместительству).

## Биография
Родился в селе Ндерени района Мачаме Хайского округа на склонах горы Килиманджаро (современная Танзания). Посещал начальную школу Ндерени Нкуу, а также получил среднее образование в Марангу. На протяжении всей своей жизни Нтиро свободно говорил на английском, суахили, кимачаме и кимарангу, а также владел руньоро, лугандой, французским, немецким и итальянским языками.
Сэм Джозеф Нтиро окончил отделение изобразительных искусств в колледже Макерере Университета Восточной Африки в Уганде (1947). Учился в аспирантуре в Колледже изящных искусств Слейда Лондонского университета и Художественной школе при университетском колледже в Лондоне (1952—1955). В 1958 году он женился на Эванджелине Саре Ньендвоха, угандийке (первой женщине-выпускнице университета в Уганде и Восточной Африке), с которой у них было двое сыновей, Джозеф и Симбо (1961—2008).
Он преподавал живопись в колледже Макерере (ныне Университет Макерере), Техническом институте Кьямбого (ныне Университет Кьямбого) и Университете Дар-эс-Салама, где он участвовал в основании факультета музыки, искусства и театра. В Дар-эс-Саламе он был постоянным художником и старшим преподавателем, а на пенсии — доцентом. Он проводил исследования в Соединенных Штатах Америки в 1970-х годах в университетах Дилларда и Ксаверия в Новом Орлеане, штат Луизиана, а в 1980-х годах в Университете Висконсина в Мэдисоне — в областях как изобразительного искусства, так и африканских исследований. Он также работал внешним экзаменатором по изобразительному искусству, истории искусств, а иногда и истории и географии в Кении, Уганде, Танзании, Малави, Замбии, Зимбабве, Великобритании, США, Канаде, Гане и Нигерии.
Между Кьямбого и Дар-эс-Саламом с 1967 по 1973 год Нтиро был комиссаром по культуре правительства Объединённой Республики Танзания. Департамент сначала состоял при Министерстве образования, а затем перешёл в Министерство национальной культуры и молодёжи.
За свою долгую карьеру он был художником-живописцем, дипломатом, государственным служащим и учёным. Он много путешествовал и выставлял свои произведения искусства по всему миру. Работал в реалистической манере, писал портреты и жанровые сцены, в которых важную роль играет пейзаж. В монументальных работах подробное повествование сочетается с некоторой декоративной узорчатостью.
Известные произведения: «Деревенский староста», «Свадьба в деревне», «Земляные работы в деревне», «Женщина с длинной шеей», «Женщины» (1970); росписи миссионерской церкви в Какиндо (Уганда); «Деревня Мсасани-Мукет», «Женщина племени мрия», «Пасущиеся овцы», «Свадьба в деревне», «Работы в деревне Сориа», «Сильный человек» (все — 1970—1971).